# Battle (East Sussex)
Battle is een stadje en civil parish in het district Rother in East Sussex, Engeland. Het ligt 80 kilometer ten zuidzuidoosten van Londen. In 1066 werd de Slag bij Hastings hier uitgevochten. In 1095 werd Battle Abbey gesticht.

## Slag bij Hastings
Op de plaats waar Battle ligt, vond in 1066 de Slag bij Hastings plaats, vernoemd naar Hastings, een vlakbij gelegen plaats. Bij deze slag versloegen de Normandiërs onder leiding van Willem de Veroveraar, de hertog van Normandië, de laatste Saksische koning Harold II en hiermee de Angelsaksen.

## Battle Abbey
De abdij, de Battle Abbey, werd in 1095 opgericht om de strijd te herdenken. Het hoge altaar van de Abdijkerk werd op de plaats gezet waar vermoedelijk koning Harold II van Engeland gestorven was.
De Abdijpoort is nog steeds het dominantste kenmerk van het zuideinde van de hoofdstraat, hoewel er ook nog wel andere kleine overblijfselen van de Abdijgebouwen staan. De overgebleven kloosters werden kort na de Eerste Wereldoorlog verhuurd aan de Abdijschool en hebben nog altijd de functie als school.
De abdij in Battle stond eeuwenlang bekend als Battle Abbey. De abdij en de abdijkerk werden eerst gewijd aan Sint-Maarten, soms de apostel van de Galliërs genoemd.

## Bekende inwoners
Tom Chaplin, de leadzanger van de Britse band Keane, is geboren in Battle.